# Liste der Baudenkmale in Hohenzieritz
In der Liste der Baudenkmale in Hohenzieritz sind alle denkmalgeschützten Bauten der Gemeinde Hohenzieritz (Mecklenburg-Vorpommern) und ihrer Ortsteile aufgelistet. Grundlage ist die Veröffentlichung der Denkmalliste des Landkreises Mecklenburgische Seenplatte (Auszug) vom 20. Januar 2017.

## Baudenkmale nach Ortsteilen

### Hohenzieritz
| ID  | Lage                           | Bezeichnung                                                   | Beschreibung | Bild                                                      |
| --- | ------------------------------ | ------------------------------------------------------------- | ------------ | --------------------------------------------------------- |
| 478 | Dorfstraße 43 (Karte)          | Gasthaus                                                      |              |                                                           |
| 479 | Dorfstraße 39 (Karte)          | Schule                                                        |              |                                                           |
| 480 | Dorfstraße 27/29/31/33 (Karte) | Landarbeiterhaus                                              |              |                                                           |
| 481 | Dorfstraße 25 (Karte)          | Forsthaus mit                                                 |              |                                                           |
| 481 | Dorfstraße 25 (Karte)          | Stall                                                         |              |                                                           |
| 482 | Dorfstraße (Karte)             | Schmiede                                                      |              | Schmiede                                                  |
| 483 |                                | Grabstein für Johann Carl Toht (a.d Friedhof)                 |              |                                                           |
| 484 | (Karte)                        | Kirche und                                                    |              | Weitere Bilder                                            |
| 484 |                                | Glocke von 1588 (im freistehenden Glockenstuhl)               |              | Weitere Bilder                                            |
| 485 | Schlossplatz 3 (Karte)         | Schlossanlage mit Schloss,                                    |              | Weitere Bilder                                            |
| 485 | Schlossplatz 3 (Karte)         | 2 Kavaliershäuser,                                            |              |                                                           |
| 485 | (Karte)                        | Park                                                          |              | Weitere Bilder                                            |
| 485 | (Karte)                        | Luisentempel                                                  |              | Weitere Bilder                                            |
| 485 | (Karte)                        | Gedenkstein an die Gemahlinnen und Kinder von Herzog Karl     |              | Gedenkstein an die Gemahlinnen und Kinder von Herzog Karl |
| 486 | Schlossplatz 3                 | Wohnhaus                                                      |              |                                                           |
| 487 |                                | Stallscheune (aus Feld- und Backstein); (a.d. Wirtschaftshof) |              |                                                           |

### Prillwitz
| ID  | Lage                | Bezeichnung                       | Beschreibung | Bild           |
| --- | ------------------- | --------------------------------- | ------------ | -------------- |
| 924 |                     | Burghügel mit umgebendem Graben   |              |                |
| 924 |                     | Wall                              |              |                |
| 924 |                     | Fundamentresten der Burg          |              |                |
| 925 | Dorfstraße          | Kopfsteinpflasterstraße mit Allee |              |                |
| 926 | Friedhof            | Kruzifix                          |              |                |
| 927 | Prillwitz 9         | Gutsanlage mit altem Gutshaus     |              |                |
| 927 | Prillwitz 8 (Karte) | Palais                            |              | Weitere Bilder |
| 927 | Prillwitz 12        | Remise                            |              |                |
| 927 |                     | Park                              |              |                |
| 928 | Prillwitz 18        | ehem. Inspektorenhaus             |              |                |
| 929 | (Karte)             | Kirche mit                        |              | Weitere Bilder |
| 929 |                     | Einfriedung                       |              |                |

### Sandmühle
| ID  | Lage        | Bezeichnung     | Beschreibung | Bild |
| --- | ----------- | --------------- | ------------ | ---- |
| 999 | Sandmühle 1 | Wassermühle mit |              |      |
| 999 |             | 2 Nebengebäude  |              |      |

### Zippelow
| ID   | Lage  | Bezeichnung | Beschreibung | Bild |
| ---- | ----- | ----------- | ------------ | ---- |
| 1245 | Nr. 1 | Wassermühle |              |      |

## Quelle
- Karte der Baudenkmale im Geoportal des Landkreises